# Tournoi de clôture du championnat d'Argentine de football 2011
Navigation
Tournoi précédent Tournoi suivant
Le tournoi de clôture de la saison 2011 du Championnat d'Argentine de football est le second tournoi semestriel de la 81e édition du championnat de première division en Argentine. Les vingt équipes sont regroupées au sein d'une poule unique où elles affrontent une fois chacun de leurs adversaires. Un classement cumulé sur les trois dernières années permet de déterminer les deux équipes reléguées à l'issue du tournoi ainsi que les deux formations engagées en barrage de promotion-relégation, mis en place à partir de cette saison.
C'est le club de Vélez Sarsfield qui remporte le tournoi après avoir terminé en tête du classement final, avec quatre points d'avance sur le Lanús et cinq sur le Godoy Cruz (Mendoza). C'est le huitième titre de champion d'Argentine de l'histoire du club.
La saison s'achève sur un coup de tonnerre : à l'issue des barrages de promotion-relégation qu'il perd face au Belgrano (Córdoba), River Plate, club le plus titré du pays, doit descendre pour la première fois de son histoire en Primera B. L'accompagnent en deuxième division le Gimnasia y Esgrima (La Plata), pensionnaire de l'élite depuis 26 ans, le Huracán et le Quilmes.

## Qualifications continentales
Le vainqueur du tournoi Clôture obtient son billet pour le premier tour de la Copa Libertadores 2012. En ce qui concerne la Copa Sudamericana 2011, la fédération argentine peut aligner 6 équipes qui sont les six premières du classement cumulé (Ouverture et Clôture).

## Les clubs participants
| \| Buenos Aires La Plata Rosario Santa Fe Mendoza Bahía Blanca \| Villes représentées lors de la saison 2010-2011 |
| Buenos Aires La Plata Rosario Santa Fe Mendoza Bahía Blanca                                                       |

- Arsenal
- Gimnasia y Esgrima (La Plata)
- Huracán
- Boca Juniors
- Banfield
- Colón (Santa Fe)
- Godoy Cruz (Mendoza)
- Independiente
- Lanús
- Newell's Old Boys (Rosario)
- Argentinos Juniors
- Racing Club
- San Lorenzo de Almagro
- Estudiantes (La Plata)
- Tigre
- River Plate
- Vélez Sársfield
- Olimpo (Bahía Blanca)
- Quilmes
- All Boys

## Compétition
Le barème utilisé pour établir le classement est le suivant :
- Victoire : 3 points
- Match nul : 1 point
- Défaite : 0 point

### Classement
| Rang | Équipe                        | Pts | J  | G  | N | P  | Bp | Bc | Diff |
| ---- | ----------------------------- | --- | -- | -- | - | -- | -- | -- | ---- |
| 1    | Vélez Sársfield               | 39  | 19 | 12 | 3 | 4  | 36 | 17 | +19  |
| 2    | Lanús                         | 35  | 19 | 10 | 5 | 4  | 28 | 15 | +13  |
| 3    | Godoy Cruz (Mendoza)          | 34  | 19 | 10 | 4 | 5  | 33 | 28 | +5   |
| 4    | Olimpo (Bahía Blanca)         | 30  | 19 | 8  | 6 | 5  | 28 | 23 | +5   |
| 5    | Argentinos Juniors            | 30  | 19 | 7  | 9 | 3  | 16 | 11 | +5   |
| 6    | Independiente                 | 29  | 19 | 7  | 8 | 4  | 30 | 20 | +10  |
| 7    | Boca Juniors                  | 28  | 19 | 7  | 7 | 5  | 24 | 22 | +2   |
| 8    | Banfield                      | 27  | 19 | 7  | 6 | 6  | 24 | 24 | 0    |
| 9    | River Plate                   | 26  | 19 | 6  | 8 | 5  | 15 | 15 | 0    |
| 10   | Arsenal                       | 25  | 19 | 6  | 7 | 6  | 25 | 22 | +3   |
| 11   | Tigre                         | 25  | 19 | 6  | 7 | 6  | 25 | 26 | -1   |
| 12   | All Boys                      | 25  | 19 | 7  | 4 | 8  | 14 | 19 | -5   |
| 13   | Estudiantes (La Plata)T       | 24  | 19 | 6  | 6 | 7  | 18 | 19 | -1   |
| 14   | San Lorenzo de Almagro        | 23  | 19 | 5  | 6 | 8  | 19 | 17 | +2   |
| 15   | Racing Club                   | 23  | 19 | 7  | 2 | 10 | 25 | 26 | -1   |
| 16   | Colón (Santa Fe)              | 21  | 19 | 6  | 3 | 10 | 20 | 27 | -7   |
| 17   | Quilmes                       | 20  | 19 | 5  | 5 | 9  | 24 | 27 | -3   |
| 18   | Gimnasia y Esgrima (La Plata) | 18  | 19 | 3  | 9 | 7  | 19 | 25 | -6   |
| 19   | Newell's Old Boys (Rosario)   | 16  | 19 | 4  | 4 | 11 | 16 | 32 | -16  |
| 20   | Huracán                       | 14  | 19 | 3  | 5 | 11 | 18 | 42 | -24  |

|  | Qualification directe pour la Copa Libertadores 2012 |
|  | T : Tenant du titre                                  |

### Classement cumulé
Un classement cumulé des tournois Ouverture et Clôture permet de déterminer les équipes qualifiées pour la Copa Sudamericana 2011. Il s'agit des six meilleures équipes de ce classement, plus le CA Independiente, automatiquement qualifié en tant que tenant du titre.
| Rang | Équipe                        | Pts | J  | G  | N  | P  | Bp | Bc | Diff |
| ---- | ----------------------------- | --- | -- | -- | -- | -- | -- | -- | ---- |
| 1    | Vélez SársfieldClo            | 82  | 38 | 25 | 7  | 6  | 69 | 26 | +43  |
| 2    | Estudiantes (La Plata)Ouv     | 69  | 38 | 20 | 9  | 9  | 50 | 27 | +23  |
| 3    | Godoy Cruz (Mendoza)          | 63  | 38 | 17 | 12 | 9  | 65 | 53 | +12  |
| 4    | Lanús                         | 63  | 38 | 18 | 9  | 11 | 49 | 41 | +8   |
| 5    | Arsenal                       | 57  | 38 | 15 | 12 | 11 | 47 | 41 | +6   |
| 6    | River Plate                   | 57  | 38 | 14 | 15 | 9  | 36 | 33 | +3   |
| 7    | Argentinos Juniors            | 54  | 38 | 13 | 15 | 10 | 38 | 32 | +6   |
| 8    | Boca Juniors                  | 53  | 38 | 14 | 11 | 13 | 44 | 42 | +2   |
| 9    | Racing Club                   | 52  | 38 | 15 | 7  | 16 | 50 | 43 | +7   |
| 10   | All Boys                      | 51  | 38 | 14 | 9  | 15 | 38 | 42 | -4   |
| 11   | Tigre                         | 50  | 38 | 13 | 11 | 14 | 49 | 50 | -1   |
| 12   | Olimpo (Bahía Blanca)         | 48  | 38 | 13 | 9  | 16 | 44 | 49 | -5   |
| 13   | Banfield                      | 47  | 38 | 11 | 14 | 13 | 44 | 43 | +1   |
| 14   | San Lorenzo de Almagro        | 47  | 38 | 11 | 14 | 13 | 37 | 37 | 0    |
| 15   | Colón (Santa Fe)              | 47  | 38 | 13 | 8  | 17 | 41 | 56 | -15  |
| 16   | IndependienteC3               | 43  | 38 | 9  | 16 | 13 | 43 | 46 | -3   |
| 17   | Newell's Old Boys (Rosario)   | 42  | 38 | 10 | 12 | 16 | 29 | 43 | -14  |
| 18   | Quilmes                       | 39  | 38 | 9  | 12 | 17 | 38 | 50 | -12  |
| 19   | Gimnasia y Esgrima (La Plata) | 33  | 38 | 6  | 15 | 17 | 32 | 48 | -16  |
| 20   | Huracán                       | 30  | 38 | 7  | 9  | 22 | 34 | 75 | -41  |

|  | Qualification pour les 1/8e de finale de la Copa Sudamericana 2011                                                                 |
|  | Qualification pour le premier tour de la Copa Sudamericana 2011                                                                    |
|  | Ouv : Vainqueur du tournoi d'Ouverture 2010 Clo : Vainqueur du tournoi de Clôture 2011 C3 : Vainqueur de la Copa Sudamericana 2010 |

- River Plate, engagé en barrage de promotion-relégation, ne peut prétendre à une qualification en Copa Sudamericana et doit laisser sa place à son suivant au classement cumulé, Argentinos Juniors.

### Table de relégation
Un classement cumulé des trois dernières saisons du championnat permet de déterminer les deux équipes reléguées en Primera B et les deux qui doivent disputer un barrage de promotion-relégation. 
| Rang | Équipe                        | Pts   | J   | G | N | P | Bp | Bc | Diff |
| ---- | ----------------------------- | ----- | --- | - | - | - | -- | -- | ---- |
| 1    | Vélez Sarsfield               | 1,833 | 114 |   |   |   |    |    |      |
| 2    | Lanús                         | 1,736 | 114 |   |   |   |    |    |      |
| 3    | Estudiantes (La Plata)        | 1,728 | 114 |   |   |   |    |    |      |
| 4    | Banfield                      | 1,456 | 114 |   |   |   |    |    |      |
| 5    | Argentinos Juniors            | 1,447 | 114 |   |   |   |    |    |      |
| 6    | Godoy Cruz (Mendoza)          | 1,447 | 114 |   |   |   |    |    |      |
| 7    | Newell's Old Boys (Rosario)   | 1,429 | 114 |   |   |   |    |    |      |
| 8    | San Lorenzo de Almagro        | 1,421 | 114 |   |   |   |    |    |      |
| 9    | Boca Juniors                  | 1,412 | 114 |   |   |   |    |    |      |
| 10   | Colón (Santa Fe)              | 1,394 | 114 |   |   |   |    |    |      |
| 11   | All Boys                      | 1,342 | 38  |   |   |   |    |    |      |
| 12   | Independiente                 | 1,315 | 114 |   |   |   |    |    |      |
| 13   | Racing Club                   | 1,315 | 114 |   |   |   |    |    |      |
| 14   | Arsenal                       | 1,307 | 114 |   |   |   |    |    |      |
| 15   | Olimpo (Bahía Blanca)         | 1,263 | 38  |   |   |   |    |    |      |
| 15   | Tigre                         | 1,263 | 114 |   |   |   |    |    |      |
| 17   | River Plate                   | 1,236 | 114 |   |   |   |    |    |      |
| 18   | Gimnasia y Esgrima (La Plata) | 1,096 | 114 |   |   |   |    |    |      |
| 19   | Huracán                       | 1,096 | 114 |   |   |   |    |    |      |
| 20   | Quilmes                       | 1,026 | 38  |   |   |   |    |    |      |

|  | Participation au barrage de promotion-relégation                                       |
|  | Participation au barrage de classement                                                 |
|  | Relégation directe en Primera B                                                        |
|  | Ouv : Vainqueur du tournoi d'Ouverture 2010 Clo : Vainqueur du tournoi de Clôture 2011 |

### Match de classement
Gimnasia y Esgrima La Plata et le Club Atlético Huracán ont terminé avec la même moyenne de points sur les trois dernières saisons. Un match de barrage est donc organisé entre les deux formations. Le vainqueur gagne le droit de disputer le barrage de promotion-relégation, le vaincu est relégué en Primera B.
| 22 juin 2011 | Huracán | 0 - 2 | Gimnasia y Esgrima (La Plata) | La Bombonera, Buenos Aires         |                                    |
| 15:00        |         |       | Castro 15e · Graf 76e         | Arbitrage : Pablo Alejandro Lunati | Arbitrage : Pablo Alejandro Lunati |

- Huracán est relégué en Primera B tandis que Gimnasia y Esgrima (La Plata) participe au barrage de promotion-relégation.

### Barrage de promotion-relégation
| Équipe 1                   | Résultat | Équipe 2                           | Aller | Retour |
| -------------------------- | -------- | ---------------------------------- | ----- | ------ |
| Belgrano (Córdoba) (D2)    | 3 - 1    | River Plate (D1)                   | 2 - 0 | 1 - 1  |
| San Martín (San Juan) (D2) | 2 - 1    | Gimnasia y Esgrima (La Plata) (D1) | 1 - 0 | 1 - 1  |

## Bilan de la saison
| Championnat d'Argentine de football 2011 | |
| Champion                                 | Vélez Sarsfield (8e titre)                                                                                                   |
| Coupes et trophées                       | |
| Vainqueur de la Coupe d'Argentine 2011   | Non disputée |
| Qualifications continentales             | |
| Copa Libertadores 2012                   | Vélez Sarsfield |
| Copa Sudamericana 2011                   | Independiente (tenant du titre) Velez Sarsfield Estudiantes (La Plata) Godoy Cruz (Mendoza) Lanús Arsenal Argentinos Juniors |
| Promotions et relégations                | |
| Promus en Primeria Division              | Belgrano (Córdoba) Atlético de Rafaela Unión (Santa Fe) San Martín (San Juan)                                                |
| Relégués en Primera B Nacional           | River Plate Huracán Gimnasia y Esgrima (La Plata) Quilmes                                                                    |